# Renaud Fabre
Renaud Fabre, né le 10 août 1949 à Paris, est professeur des Universités en Sciences économiques à l'Université de Paris VIII (Vincennes - Saint-Denis). Il en est le président de 1996 à 2001. Diplômé de la section « Service public » de l'Institut d'études politiques de Paris, Renaud Fabre est également docteur d'État en Sciences économiques. Il est directeur de la Direction de l'Information scientifique et technique du CNRS de juin 2013 à aout 2017 .

## Parcours
Renaud Fabre réalise sa thèse sous la direction de Michel Beaud, en se spécialisant autour des thématiques du changement technologique et de l'emploi, de l'économie du développement et de l'économie de l'information et de la communication. Il commence sa carrière en 1972 par un poste d'attaché de coopération technique en ambassade à Djakarta. De 1975 à 1981, il réalise des expertises économiques dans le cadre d’organismes de développement (BIT, OCDE, Union européenne), sur le changement technologique, la formation et l’emploi. Après un passage au cabinet du ministre de l'Agriculture (responsable des rapports Nord-Sud) entre 1981 et 1983, il travaille de 1983 à 1990, au financement d'infrastructures de développement à la Caisse nationale de Crédit Agricole, notamment au Service des collectivités locales, puis deux ans en détachement à la Compagnie nationale du Rhône (CNR).

## Activités d'enseignement supérieur
Parallèlement, Renaud Fabre a enseigné depuis 1980 à l'Institut technique de banque (CNAM, Paris), à l'École polytechnique (département Humanités et Sciences sociales, 1992-1996), à l'École nationale de la statistique et de l'administration économique (spécialisation Développement, 1990-1992), à l'École nationale du génie rural, des eaux et des forêts (1984-1989), à l'Université de Paris VIII («Vincennes - Saint-Denis»), à l'Institut d'études politiques de Paris (Master d'affaires publiques). Il donne un cours semestriel sur la gestion des connaissances et de la science à l'heure du numérique du master Politiques publiques (2010-2018). 
De 1998 à 2001, durant son mandat de président de l'université de Paris VIII, il préside le Groupement d'intérêt scientifique GEMME.
Il met en place et anime en 2017 à Sorbonne Université le diplôme d'Université Data Strategie.

## Activités d'évaluation des systèmes éducatifs et d'organisation de  l'information scientifique et technique
Depuis 2001, en tant que rapporteur à la Cour des comptes, Renaud Fabre se spécialise dans l'évaluation et la gestion des politiques nationales, académiques et locales de l'éducation et de la formation. À ce titre, il participe à de nombreux rapports sur l'ensemble des changements affectant l'efficience et l'efficacité de l'enseignement scolaire, l'équité, la concentration de l'échec, les formes nouvelles des inégalités scolaires, l'organisation nouvelle des enseignements.
Il s'intéresse particulièrement à la prospective des outils et méthodes de l'éducation, notamment en tant que Président de la délégation française à l'ISO (Organisation internationale de normalisation) et du groupe de normalisation (GC36 de l'AFNOR) sur les normes de gestion des enseignements en ligne (ISO/JTC1/SC36).
De 2009 à 2011, Renaud Fabre est Délégué national « Éducation et Enseignement supérieur » de l’Association des régions de France (ARF) auprès du ministère de l'Éducation nationale, du ministère de l’Enseignement supérieur et de la recherche.
En 2011-2012, il est expert-associé au LIEPP (Laboratoire interdisciplinaire pour l'évaluation des politiques publiques), LABEX du PRES Sorbonne Paris Cité.
Après son activité à la Cour des Comptes, il est nommé Directeur de l'information scientifique et technique à la Direction générale du CNRS (CNRS-DIST). Il remplace Serge Bauin. Il engage une politique de développement et de partage des connaissances, à travers l'ensemble des réseaux de l'IST.

## Organisation et valorisation de l'information scientifique et technique
De juin 2013 à août 2017, Renaud Fabre est nommé Directeur de l'information scientifique et technique à la Direction générale du CNRS (CNRS-DIST). Il assure la construction d'une politique de développement et de partage des connaissances, à travers l'ensemble des réseaux de l'IST nationale. Sous la responsabilité successive de trois responsables de la direction générale déléguée à la science, (DGDS), Renaud Fabre a assumé la tâche de définir et de conduire la « mission nationale »  statutaire du CNRS en matière d’IST.
Sous la responsabilité du Président Alain Fuchs, il a défini une stratégie intitulée « Mieux partager les connaissances » qui a elle-même servi de base à la stratégie de l’Institut de l’Information Scientifique et Technique (INIST).
Sous l’impulsion de Renaud Fabre, la DIST a pris une part active aux évolutions nationales de l’IST qu’ont été la mise en place des dispositions relatives à la science de la loi « Pour une République numérique », ainsi que de tous le dispositif de mise en œuvre qui accompagne ce texte majeur pour le travail de recherche à l’heure digitale.
Son action a également porté sur les multiples aspects de la mutualisation de l’offre nationale de services d’IST et ceci dans le développement et le partage des usages (achats groupés d’outils de métrique pour les Établissements), que dans la préfiguration de grands usages mieux partagés (Études COPIST).
Dans le cadre de son activité de direction, Renaud Fabre dirige différents projets à la DIST du CNRS, dont le projet ISTEX, issu du programme Investissement d’Avenir, soutenu à hauteur de 60 Millions d’euros, par le Commissariat Général à l’Investissement, le Ministère de l'Enseignement supérieur, de la Recherche et de l’Innovation, ainsi que l’Agence Nationale de la Recherche. Cette Plateforme préfigure le développement de services et d'informations distribuées de la science vers les nouveaux usages économiques, sociaux et stratégiques de la société civile et de l'État.
En novembre 2019, il remet au Directeur général de la recherche et de l'innovation (DGRI) un rapport intitulé "Apprécier l'impact scientifique des très grandes infrastructures de recherche et organisations internationales : comment mieux tracer les dynamiques du travail scientifique". Ce rapport fournit un recueil des pratiques et des attentes en matière d'analyse et de partage des données de métrique de la publication scientifique, au regard des pratiques nationales et internationales.
En 2020, il est à l'initiative, avec de nombreux chercheurs français et internationaux, de la Déclaration de la Sorbonne sur les droits des données de recherche.

## Domaines et thèmes de publications
Renaud Fabre analyse la finance et l'économie au regard du changement technologique, de l’emploi et des conditions éducatives d’une croissance durable et « partageable ».  
Dans la période récente, après 2005, ses publications sont orientées vers la gestion des connaissances numériques puis vers le développement et le partage de l'information scientifique numérique, et plus précisément la distribution et la valorisation sur les plateformes de cette dernière.  
Il publie en 2011 Dix questions sur l'éducation, avec certains de ses élèves. Le livre dresse un « état des lieux des évaluations publiques sur l'école en France (Inspections générales, Cour des comptes, Conseil d'analyse stratégique, Haut conseil de l'Éducation) et à l'étranger (OCDE, Agences nationales d'évaluation) associées à des résultats de recherche ». Ce processus pédagogique innovant, consistant en une réflexion commune visant à la rédaction complète d'un ouvrage publiable, est à nouveau répété dans ses classes à SciencesPo en 2015-2016, puis en 2016-2017, marquant le début d'une série de livres incrémentaux ; Les nouveaux enjeux de la connaissance.  Il continue son activité de publication avec des étudiants en sortant New Challenges for Knowledge. Digital Dynamics to Access and Sharing en 2016.  

Fin 2021, il assure la direction éditoriale du numéro spécial de la Revue d’Histoire de la Recherche contemporaine (CNRS Editions) "Les outils documentaires de la science" préfacé par Antoine Petit, duquel il rédige l'introduction et au sein duquel il co-signe un chapitre intitulé "L’hypertexte et les sciences (1991-2021) : des voies navigables pour les routes de connaissances". Il y expose la topologie des graphes, matérialisant une recherche qui tend à fusionner la recommandation du document scientifique et la contextualisation de ses usages, en visant des cartes et des routes de connaissances plus lisibles et une navigation plus sûre.  
"Le savoir est un chemin de données multimodal, pas une somme d'informations."  

Renaud Fabre, décembre 2021, "Les outils documentaires de la science", Histoire de la recherche contemporaine, OpenEdition Journals, décembre 2021.  

## Distinctions
- Chevalier de la Légion d'honneur
- Mérite agricole

## Textes en ligne
- 2002 (en coll. avec Maxime Petrovski). «La "thérapie" et les chocs. Dix ans de transformation économique en Russie». Hérodote. Nº 104
- Rapports récents sur l'économie et le droit de l'information scientifique et technique
- Cour des comptes : rapports thématiques, insertions au Rapport public annuel
- Le rapport "Apprécier l'impact scientifique des TGIR/OI, comment mieux tracer les dynamiques du travail scientifique", remis au directeur général de la recherche et de l'innovation, novembre 2019, Renaud Fabre et Daniel Egret.
- Le livre "Les outils documentaires de la science", Histoire de la recherche contemporaine, OpenEdition Journals, décembre 2021.

## Publications

### Premiers travaux
- Paysans sans terres, Paris, Dunod, 1979, 197 p. (ISBN 2-04-010144-6)
- Contribution et rétribution du travail agricole dans la croissance. La génération du développement rural, 1960-1990, Paris, Université de Paris VIII. Thèse de doctorat en science économique, 1979
- (en coll. avec Pierre Uri), Aider le Tiers-monde à se nourrir lui-même, Paris, Economica, 1981, 191 p.
- La liberté d'entreprendre : un droit en quête d'auteur. Rapport moral sur l'Argent dans le monde, Caisse des Dépôts, Editions Montchrestien, Revue d'Economie Financière, édition 1998

### Évaluation de politique publique
- Renaud Fabre, Dix questions sur l'éducation; œuvre d'un collectif d'étudiants de Sciences-Po Paris, membres du groupe d'études « Gestion des systèmes éducatifs » constitué à l'issue de conférences données de 2008 à 2011, Paris, Belin, 2011, 287 p. (ISBN 978-2-7011-5991-1)
- Renaud Fabre, "La différenciation des projets scolaires: "nouvelles" exigences pour l'éducation nationale?" , Vue de l'Association Française des Administrateurs de l'Éducation, École supérieure de l'éducation nationale no 2, Poitiers, juin 2011
- Renaud Fabre, "Refonder le contrat social pour l'école" & "L'évaluation publique et l'école" ,  éd. Après Demain, Revue trimestrielle fondée par la Ligue des Droits de l'Homme, Rédacteur en chef du no 21 (1er trimestre 2012)
- Renaud Fabre, Identité numérique et éducation : le maitre et l'élève vus par les normes des technologies de l'information pour l'éducation : Rapport de recherches, Paris, Institut des Sciences de la Communication (ISCC), CNRS, mars 2013, 215 p.
- Renaud Fabre et al. (direction d'ouvrage), Dix (nouvelles) questions sur l'éducation : pour accompagner les changements en cours, Paris, octobre 2013, 240 p.

### Numérique
- Knoppers & Fabre, "Standards of Privacy Protection in information technologies for learning, education and training", Communication to ISO Meeting (JIC1/SC36) Shanghai, 2012
- Renaud Fabre et Jake Knoppers (Canada) coéditeurs, "Information technology — Identification of Privacy Protection requirements pertaining to Learning, Education and Training (LET) — Part 1 : Framework and Reference Model " ISO/IEC/ JTC1/SC36/WG 3 Secretariat : AFNOR : (Genève International Organization for Standardization (ISO), janvier 2013, 250 p.
- Renaud Fabre, Francis André, Coline Ferrant et Joachim Schöpfel, "Conseil juridique et communication scientifique", Informations, données et documents, n°3, 2016
- Renaud Fabre, Francis André, Coline Ferrant et Joachim Schöpfel, "Ready for the future? A survey on open access with scientists from the French National Research Center", Interlending and Document Supply, Vol.44, pp.141-149
- Renaud Fabre, en collaboration avec Margot Holvoet et Quentin Messerschmidt-Mariet, New Challenges for Knowledge. Digital Dynamics to Access and Sharing, ISTE LtD, Wiley Publisher, 2016, 224 p.
- Renaud Fabre et Alain Bensoussan, avec la collaboration de Lucile Collin, Marie Blanquart et Louki-Géronimo Richou, La fabrique numérique des connaissances : production et valorisation des résultats scientifiques, octobre 2016, 206 p.  (ISBN 978-1-78405-331-4)
- Renaud Fabre, Joachim Schöpfel, Bernard Jacquemin. Introduction. Dossier “Libre accès et données de la recherche. Quelle résonance dans les SIC ?”. Études de communication - Langages, information, médiations, Université de Lille, 2019, Libre accès et données de la recherche. Quelle résonance dans le SIC ?, 52, pp.7-10. (ffhal-02405733f)
- Renaud Fabre, Daniel Egret, Joachim Schöpfel, and Otmane Azeroual, "Evaluating Scientific Impact of Research Infrastructures: The Role of Current Research Information Systems", MIT Quantitative Science Studies (0 0:ja, 1-25).
- Renaud Fabre, Otmane Azeroual, Joachim Schöpfel, Daniel Egret. "Retrieving Adversarial Cliques in Cognitive Communities: A New Conceptual Framework for Scientific Knowledge Graphs", Future Internet 2022, 14(9), 262; https://doi.org/10.3390/fi14090262